# Albert Kapferer
Albert Franz Wilhelm Karl Maria Kapferer (* 18. Januar 1868 in Karlsruhe; † 10. Januar 1918) war ein deutscher Verwaltungsbeamter.

## Leben
Albert Kapferer war der Sohn eines Oberstleutnants. 1886 erlangte er am Gymnasium in Karlsruhe das Abitur. Von 1886 bis 1890 studierte er Rechtswissenschaften an den Universitäten Freiburg, Berlin und Heidelberg. 1887 wurde er Mitglied des Corps Rhenania Freiburg. 1890 lehnte er die erste und 1894 die zweite juristische Dienstprüfung ab. Mitte 1894 bekam er eine Aushilfsstelle beim Sekretariat des badischen Innenministeriums in Karlsruhe. Ende 1894 wurde er Gehilfe beim Bezirksamt Mannheim, 1896 beim Bezirksamt Konstanz und 1897 beim Bezirksamt Pforzheim. 1898 wurde er dort zum Amtmann ernannt. 1902 kam er als Oberamtmann und zweiter Beamter zum Bezirksamt Freiburg. Von 1904 bis zu seinem Tod 1918 war er Amtsvorstand des Bezirksamts Säckingen.

## Auszeichnungen
- Ernennung zum Geheimen Regierungsrat, 1914
- Ritterkreuz 1. Klasse des Ordens vom Zähringer Löwen, 1910
- Kriegsverdienstkreuz, 1916
- Preußisches Verdienstkreuz für Kriegshilfe, 1917